# Meriania finicola
Meriania finicola är en tvåhjärtbladig växtart som beskrevs av John Julius Wurdack. Meriania finicola ingår i släktet Meriania och familjen Melastomataceae. Inga underarter finns listade i Catalogue of Life.